# طاق کژاوه
اگر یک تاق کلنبوی نوع ۲ یا چهار دوری را که در زمینه مربع است، از دو سو بکشیم چیزی شیبیه به تاق کژاوه بدست می‌آید. بنابراین یکی از مشخصه‌های اصلی تاق کژاوه آن است که کشیدگی دهانه این اتاق سه یا چهار برابر عرض آن می‌باشد بنابراین می‌توان تاق کژاوه را سطحی منحنی شکل حاصل حرکت یک منحنی بر روی دو تویزه اصلی دانست. در این اتاق، تویزه بزرگتر تیزه دار است و منحنی حرکت‌کننده می‌تواند با تیزه یا بدون تیزه باشد. باید توجه داشت که بین دو تویزه، به دو صورت می‌توان تاق را ایجاد کرد. شکل نخست به گونه‌ای است که دو تویزه و تاق بین آن دو، در کل یک تاق آهنگ را می‌سازد و تویزه‌ها تنها خود را به شکل یک برجستگی نشان می‌دهند در اینجا منحنی اصلی تاق اهنگ، موازی تویزه‌های اصلی بزرگ است.

## قابلیت‌ها
با این اتاق می‌توان فضاهای مستطیل شکل کشیده را پوشاند. برای پوشش فضاهای کشیده تاق آهنگ کوششی مناسب است;اما این تاق دو محدودیت سازه‌ای دارد:
۱- در پاکار خود نیروی رانش بزرگی را به وجود می‌آورد و دیگر آنکه در هر نقطه پاکار تاق آهنگ نیروی رانش وجود دارد. از این رو در تالارهای بزرگ خانه‌های یزدی که از تاق آهنگ بهره می‌برند، دو اتاق گوشوار  در دو سوی تاق قرار می‌گیرد تا نیروی بزرگ رانش را خنثی کند.
۲- در تاق کژاوه تویزه‌های اصلی وزن پوشش را تحمل می‌کند و در نهایت بار تاق بر روی چهار جرز وارد می‌شود و به زمین انتقال می‌یابد. انتقال نقطه‌ای بارها  این مکان را به وجود می‌آورد که بین جرزهای باربر، دیوارهایی با ستبرای کم اجرا شود و بتوان  در این فاصله تاقچه و نور گیر داشت. تاقهای کژاوه اگر در اندازه‌های کوچک اجرا شوند، سرعت در اجرا را به همراه خواهند داشت. سرعت در اجرا و سادگی، این تاق را به عنوان تاقی رایج در معماری بومی به خصوص در خانه‌های شهرهای حاشیهٔ کویر در آورده‌است.
در خانه‌های دزفولی و شوشتری نیز تاق کژاوه برای پوشش صفه و اتاق‌ها کاربرد داشته‌است. از نمونه‌های شاخص بناهایی که با تاق کژاوه بزرگ اجرا شده‌اند می‌توان مسجد جامع تبریز را نام برد.

## انواع تاق‌های کژاوه
تاق کژاوه در دوشکل برداشت شده‌است:
۱- طاق کژاوه رایج از دو تویزه اصلی طولی و دو تویزه کوچک تشکیل می‌شود. بین این چهار تویزه یک طاق پیوسته اجرا می‌گردد. در این حالت از درون هیچگونه گسستگی در طاق میان تویزه‌ها دیده می‌شود. این شکل طاق کژاوه رایج اگر با طاقی تیزه دار اجرا شود یک خط طولی از تیره تویزه کوچک همتراز با تیزه تویزه بزرگ آن دیده می‌شود.
۲- این نوع طاق‌های کژاوه در بین تویزه اصلی سطحی گسسته دارند. این گسست به دلیل قرارگیری یک عنصر گذشته مانند کار یا باریکه طاق روی می‌دهد. در این نوع، دو کار کوچک به موازات تویزه‌های فرعی و با فاصله برابر از مرکز دهانه قرار می‌گیرد. قرارگیری این کارها به نحوی است که در وسط دهانه مربعی شکل می‌گیرد. این مربع با طاق چهار دوری یا ترکین پوشیده می‌شود. در شبستان جنوب شرقی مسجد جامع اصفهان چند نمونه از آن دیده می‌شود.
در یک نمونه برداشت شده اگر چه ظاهر طاق کمی به کار بندی شده‌است و سعی شده با بافت آجری یک پاباریک ناقص به وجود آید، اما با کمی دقت می‌توان پی برد که این تاق کژاوه است و بافت آجری تداعی‌کننده نوعی کاربندی ساده است.
قرارگیری نورگیر در  مرکز طاق کژاوه در دو نمونه در مسجد جامع اصفهان دیده شده‌است. شبستان بزرگ شاه عباسی مسجد جامع اصفهان دارای هفت چشمه طاق کژاوه بزرگ است. بنابر نظر گالدیری پیشتر در این مکان در جای هر طاق کژاوه سه چشمه تاق کلنبو جای داشته‌است که با حذف سه چشمه طاق یک چشمه طاق کژاوه اجرا شده‌است. این قابلیت کوشش فضای بزرگ با طاق کژاوه را نشان می‌دهد. از این هفت چشمه طاق سه چشمه نورگیرهای بزرگ در تیزه دارند. این نورگیرها هشت وجهی بوده و با شبکه‌های زیبایی نور را به داخل هدایت می‌کند.

## روش اجرا
ابتدا چهار جرز اصلی تا بلندای تا کار تویزه‌ها اجرا می‌شود. اندازه این جرزها بستگی به اندازه تاق کژاوه دارد. هر قدر دهانه اصلی بزرگتر باشد ستبرای جرزها بیشتر است. سپس با روش معمول اجرای دو تویزه اصلی و در تویزه کوچک آغاز می‌گردد. در اجرای تویزه‌ها یکی از نکات بسیار مهم نحوه نشاندن تاق روی تویزه هاست. برای آنکه تاق بتواند به خوبی بر روی تویزه‌ها تکیه کند لبه داخلی تویزه به اندازه یک اجر نیمه عقب می‌نشیند تا لبه‌ای برای آجرچینی تاق ایجاد شود. از این روش، در اجرای تاق‌های دیگر مانند کلنبو، چهار دوری و ترکین استفاده می‌شود .